# Lliga catalana de bàsquet femenina
|  | Aquest article tracta sobre la competició femenina. Si cerqueu la competició masculina, vegeu «Lliga catalana de bàsquet masculina». |

La Lliga Catalana de Bàsquet femenina, també anomenada Lliga Nacional Catalana AON Femenina per motius de patrocini, és una competició esportiva de clubs catalans de bàsquet femení. De caràcter anual, és organitzada per la Federació Catalana de Bàsquet i fou creada la temporada 1981-82. Hi participen els clubs catalans que competeixen a la Lliga espanyola, jugant una final en una seu neutral. Per aquest motiu, hi ha hagut anys que no s'ha pogut disputar la competició perquè no hi havia un mínim de dos clubs. Normalment, se celebra al mes de setembre o octubre, essent el torneig que dona l'inici a les competicions de bàsquet femení a Catalunya. El torneig és considerat la competició continuadora del Campionat de Catalunya femení, celebrat durant les dècades de 1950 i 1960.
El dominador històric de la competició és el Uni Girona Club de Bàsquet amb nou títols (2010-14, 2017-20), aconseguits durant la dècada del 2010, seguit del desaparegut Club Bàsquet Femení Universitari de Barcelona amb set (1990, 1991, 1999, 2000, 2001, 2003, 2005). L'Agrupació Esportiva Sedis Bàsquet, actual campió, n'ha guanyat set (2007, 2015, 2016, 2021, 2022, 2023, 2024). També és l'equip que ha disputat més finals (20). La final més repetida de la competició és l'Uni Girona contra el Cadí la Seu disputada en catorze ocasions, amb nou victòries gironines i cinc alt-urgellenques.

## Clubs participants
La XXXVI Lliga catalana es disputà al Pavelló Castell d'en Planes de Vic, des del 20 fins al 22 de setembre de 2024. Hi participaren quatre equips, tres de la Lliga Femenina estatal i el campió de la Lliga catalana Challenge, i diputaren la competició en format de final a quatre:
- Club Joventut Badalona
- Club Bàsquet Santa Rosa de Lima Horta
- Agrupació Esportiva Sedis Bàsquet
- Uni Girona Club de Bàsquet

## Historial
| En negreta = Equip guanyador (1) = Nombre de campionats (prò.) = Pròrroga Nota: Noms dels equips segons l'època |

| Edició                                               | Temp.   | Data       | Campió                          | Resultat | Subcampió                 | Seu                                      | refs   |
| ---------------------------------------------------- | ------- | ---------- | ------------------------------- | -------- | ------------------------- | ---------------------------------------- | ------ |
| I                                                    | 1981-82 | 05-11-1981 | Picadero Comansi (1)            | 73-52    | Club Bàsquet CIBES        | Palau Blaugrana 2, Barcelona             | [ 4 ]  |
| II                                                   | 1982-83 | 12-10-1982 | Picadero Comansi (2)            | 72-47    | CB Betània-Patmos         | Palau d'Esports de Barcelona             | [ 5 ]  |
| III                                                  | 1983-84 | 19-10-1983 | Picadero Comansi (3)            | 83-54    | CB Betània-Patmos         | Pavelló de Santa Coloma de Gramenet      | [ 6 ]  |
| IV                                                   | 1984-85 | 01-11-1984 | El Masnou Comansi (1)           | 86-78    | Hospitalet-ATO            | Pavelló Sant Josep, Badalona             | [ 7 ]  |
| V                                                    | 1985-86 | 01-11-1985 | Tortosa-Sabor d'Abans (1)       | 77-59    | Caixa de Girona ADEPAF    | Palau d'Esports, St. Feliu de Llobregat  | [ 8 ]  |
| VI                                                   | 1986-87 | 04-10-1986 | Tortosa-Sabor d'Abans (2)       | 96-90    | Natural Cusí Masnou       | Pavelló Escola Thau, Barcelona           | [ 9 ]  |
| VII                                                  | 1987-88 | 12-10-1987 | Tortosa-Raventós Catasús (3)    | 89-71    | Font Vella Manresa        | Pavelló Escola Thau, Barcelona           | [ 10 ] |
| VIII                                                 | 1988-89 | 24-09-1988 | Natural Cusí Masnou (2)         | 79-70    | Tortosa-Caixa Tarragona   | Pavelló Joana Ballart, Valls             | [ 11 ] |
| IX                                                   | 1989-90 | 16-09-1989 | Microbank El Masnou (3)         | 74-63    | Tortosa-Caixa Tarragona   | Pavelló d'Esports, St. Fruitós de Bages  | [ 12 ] |
| X                                                    | 1990-91 | 01-11-1990 | Universitari de Barcelona (1)   | 66-52    | PRYCA Manresa             | Poliesportiu La Verneda, Barcelona       | [ 13 ] |
| XI                                                   | 1991-92 | 15-09-1991 | Universitari de Barcelona (2)   | 56-47    | Comarcal Reus Ploms       | Pavelló Joan Sirolla, Reus               | [ 14 ] |
| XII                                                  | 1992-93 | 08-12-1992 | Comarcal Reus Ploms (1)         | 85-68    | Universitari de Barcelona | Pavelló del Garraf, Vilanova i la Geltrú | [ 15 ] |
| no es disputà la temporada 1993-94                   |         |            |                                 |          |                           |                                          |        |
| XIII                                                 | 1994-95 | 06-12-1994 | Gimnàstic de Tarragona (1)      | 70-64    | Universitari de Barcelona | Pavelló del Garraf, Vilanova i la Geltrú | [ 16 ] |
| no es disputà entre les temporades 1995-96 i 1998-99 |         |            |                                 |          |                           |                                          |        |
| XIV                                                  | 1999-00 | 20-04-2000 | Barcelona BC Universitari (3)   | 58-49    | CB Santa Rosa de Lima     | Pavelló Onze de Setembre, Lleida         | [ 17 ] |
| XV                                                   | 2000-01 | N/D        | Universitat de Barcelona BF (4) | lligueta | CB Santa Rosa de Lima     | [ Nota 1 ]                               | [ 18 ] |
| XVI                                                  | 2001-02 | 29-10-2001 | Universitat de Barcelona BF (5) | 79-67    | Cadí La Seu d'Urgell      | Pavelló Nou Congost, Manresa             |        |
| no es disputà la temporada 2002-03                   |         |            |                                 |          |                           |                                          |        |
| XVII                                                 | 2003-04 | 04-10-2003 | UB Barça (6)                    | 86-72    | Cadí La Seu d'Urgell      | Palau d'Esports de La Seu d'Urgell       | [ 19 ] |
| no es disputà la temporada 2004-05                   |         |            |                                 |          |                           |                                          |        |
| XVIII                                                | 2005-06 | 25-09-2005 | UB Barça (7)                    | 91-49    | Cadí La Seu d'Urgell      | Palau Blaugrana, Barcelona               | [ 20 ] |
| no es disputà la temporada 2006-07                   |         |            |                                 |          |                           |                                          |        |
| XIX                                                  | 2007-08 | 20-10-2007 | Cadí La Seu d'Urgell (1)        | 78-70    | CB Olesa Espanyol         | Palau d'Esports de La Seu d'Urgell       | [ 21 ] |
| XX                                                   | 2008-09 | 28-09-2008 | CB Olesa Espanyol (1)           | 75-55    | Cadí La Seu d'Urgell      | Pavelló Club Bàsquet Olesa               | [ 22 ] |
| XXI                                                  | 2009-10 | 04-10-2009 | CB Olesa Espanyol (2)           | 75-70    | Argon Uni Girona          | Pavelló Club Bàsquet Olesa               | [ 23 ] |
| XXII                                                 | 2010-11 | 02-10-2010 | Girona FC (1)                   | 76-63    | Cadí La Seu d'Urgell      | Palau d'Esports de La Seu d'Urgell       | [ 24 ] |
| XXIII                                                | 2011-12 | 12-10-2011 | Girona FC (2)                   | 66-59    | Cadí La Seu d'Urgell      | Pavelló Municipal Girona-Fontajau        | [ 25 ] |
| XXIV                                                 | 2012-13 | 06-10-2012 | Uni Girona (3)                  | 61-59    | Cadí ICG Software         | Palau d'Esports de La Seu d'Urgell       | [ 26 ] |
| XXV                                                  | 2013-14 | 10-10-2013 | Spar Uni Girona (4)             | 68-50    | Cadí ICG Software         | Pavelló Municipal Girona-Fontajau        | [ 27 ] |
| XXVI                                                 | 2014-15 | 02-10-2014 | Spar Citylift Girona (5)        | 69-56    | Cadí la Seu               | Palau d'Esports de La Seu d'Urgell       | [ 28 ] |
| XXVII                                                | 2015-16 | 19-09-2015 | Cadí la Seu (2)                 | 69-53    | Spar Citylift Girona      | Pavelló Municipal Girona-Fontajau        | [ 29 ] |
| XXVIII                                               | 2016-17 | 25-09-2016 | Cadí la Seu (3)                 | 71-57    | Spar Citylift Girona      | Palau d'Esports de La Seu d'Urgell       | [ 30 ] |
| XXIX                                                 | 2017-18 | 24-09-2017 | Spar Citylift Girona (6)        | 71-63    | Cadí la Seu               | Pavelló Olímpic Municipal de Reus        | [ 31 ] |
| XXX                                                  | 2018-19 | 07-10-2018 | Spar Citylift Girona (7)        | 89-63    | Cadí la Seu               | Pavelló Municipal Girona-Fontajau        | [ 32 ] |
| XXXI                                                 | 2019-20 | 15-09-2019 | Spar Citylift Girona (8)        | 66-46    | Cadí la Seu               | Palau d'Esports de La Seu d'Urgell       | [ 33 ] |
| XXXII                                                | 2020-21 | 06-09-2020 | Spar Girona (9)                 | 69-61    | Cadí la Seu               | Palau Blaugrana Barcelona                | [ 34 ] |
| XXXIII                                               | 2021-22 | 12-09-2021 | Cadí la Seu (4)                 | 69-65    | Spar Girona               | Pavelló Nou Congost, Manresa             | [ 35 ] |
| XXXIV                                                | 2022-23 | 02-10-2022 | Cadí la Seu (5)                 | 60-42    | Barça CBS                 | Pavelló Municipal Girona-Fontajau        | [ 36 ] |
| XXXV                                                 | 2023-24 | 01-10-2023 | Cadí la Seu (6)                 | 77-76    | Spar Girona               | Palau d'Esports de La Seu d'Urgell       | [ 37 ] |
| XXXVI                                                | 2024-25 | 22-09-2024 | Cadí la Seu (7)                 | 68-55    | Spar Girona               | Pavelló Castell d'en Planes, Vic         | [ 38 ] |

1. ↑  Els dos equips finalistes havien de disputar la final de la competició amb un data i seu per determinar. Tanmateix, davant la incompatibilitat de dates s'acabà suspenent i es proclamà campió la Universitat de Barcelona BF per haver quedat primer a la fase prèvia.

## Palmarès

### Per club
| Equip                             | Campió | Subcampió | Finals | Anys campió                                                                     | Anys subcampió |
| --------------------------------- | ------ | --------- | ------ | ------------------------------------------------------------------------------- | --- |
| Uni Girona Club de Bàsquet        | 9      | 5         | 14     | 2010-11, 2011-12, 2012-13, 2013-14, 2014-15, 2017-18, 2018-19, 2019-20, 2020-21 | 2009-10, 2015-16, 2016-17, 2021-22, 2023-24, 2024-25                                                                |
| Agrupació Esportiva Sedis Bàsquet | 7      | 13        | 20     | 2007-08, 2015-16, 2016-17, 2021-22, 2022-23, 2023-24, 2024-25                   | 2001-02, 2003-04, 2005-06, 2008-09, 2010-11, 2011-12, 2012-13, 2013-14, 2014-15, 2017-18, 2018-19, 2019-20, 2020-21 |
| CBF Universitari de Barcelona     | 7      | 2         | 9      | 1990-91, 1991-92, 1999-00, 2000-01, 2001-02, 2003-04, 2005-06                   | 1992-93, 1994-95 |
| Club de Bàsquet Cantaires         | 3      | 2         | 5      | 1985-86, 1986-87, 1987-88                                                       | 1988-89, 1989-90 |
| El Masnou Basquetbol              | 3      | 1         | 4      | 1984-85, 1988-89, 1989-90                                                       | 1986-87 |
| Picadero Jockey Club              | 3      | 0         | 3      | 1981-82, 1982-83, 1983-84                                                       | — |
| Club Bàsquet Olesa                | 2      | 1         | 3      | 2008-09, 2009-10                                                                | 2007-08 |
| Comarcal Reus Ploms               | 1      | 1         | 2      | 1992-93                                                                         | 1991-92 |
| Club Gimnàstic de Tarragona       | 1      | 0         | 1      | 1994-95                                                                         | — |
| Club Bàsquet Betània-Patmos       | 0      | 2         | 2      | —                                                                               | 1982-83, 1983-84 |
| Bàsquet Manresa Sant Francesc     | 0      | 2         | 2      | —                                                                               | 1987-88, 1990-91 |
| CB Santa Rosa de Lima Horta       | 0      | 2         | 2      | —                                                                               | 1999-00, 2000-01 |
| Club Bàsquet CIBES                | 0      | 1         | 1      | —                                                                               | 1981-82 |
| Club Bàsquet l'Hospitalet         | 0      | 1         | 1      | —                                                                               | 1984-85 |
| Club Bàsquet ADEPAF Figueres      | 0      | 1         | 1      | —                                                                               | 1985-86 |
| Club Bàsquet Santfeliuenc         | 0      | 1         | 1      | —                                                                               | 2022-23 |

### Per jugadora
| Nota: S'inclouen les jugadores amb quatre o més títols Actualitzat el setembre de 2024 |

| #  | Jugadora       | Títols                                               | Total |
| -- | -------------- | ---------------------------------------------------- | ----- |
| 1  | Rosa Castillo  | 1981, 1982, 1983, 1984, 1985, 1986, 1987, 1989, 1992 | 9     |
| 2  | Anna Junyer    | 1981, 1982, 1983, 1984, 1985, 1986, 1987, 1989       | 8     |
| 3  | Concha Zapata  | 1982, 1983, 1984, 1986, 1987, 1988, 1989             | 7     |
| 4  | Roser Llop     | 1981, 1982, 1984, 1985, 1986, 1987                   | 6     |
| 4  | Noemí Jordana  | 2001, 2008, 2011, 2012, 2013, 2014                   | 6     |
| 4  | Laia Palau     | 1999, 2000, 2003, 2018, 2019, 2020                   | 6     |
| 7  | Núria Martínez | 2000, 2001, 2017, 2018, 2019                         | 5     |
| 7  | Anna Carbó     | 2010, 2011, 2012, 2013, 2014                         | 5     |
| 7  | Georgina Bahí  | 2010, 2011, 2015, 2016, 2022                         | 5     |
| 7  | Júlia Soler    | 2019, 2020, 2022, 2023, 2024                         | 5     |
| 11 | Joana Grau     | 1981, 1982, 1983, 1984                               | 4     |
| 11 | Rosa Sánchez   | 1981, 1982, 1983, 1984                               | 4     |
| 11 | Georgina Elias | 1982, 1983, 1986, 1987                               | 4     |
| 11 | Sandra Gallego | 1999, 2000, 2003, 2005                               | 4     |

### Per entrenador
| Nota: S'inclouen els entrenadors amb tres o més títols Actualitzat el juliol de 2024 |

| # | Entrenador   | Títols                 | Total |
| - | ------------ | ---------------------- | ----- |
| 1 | Neus Bartran | 1981, 1982, 1983, 1984 | 4     |
| 1 | Eric Surís   | 2017, 2018, 2019, 2020 | 4     |
| 3 | Maria Planas | 1986, 1987, 1989       | 3     |
| 3 | Anna Caula   | 2011, 2012, 2013       | 3     |

## Estadístiques

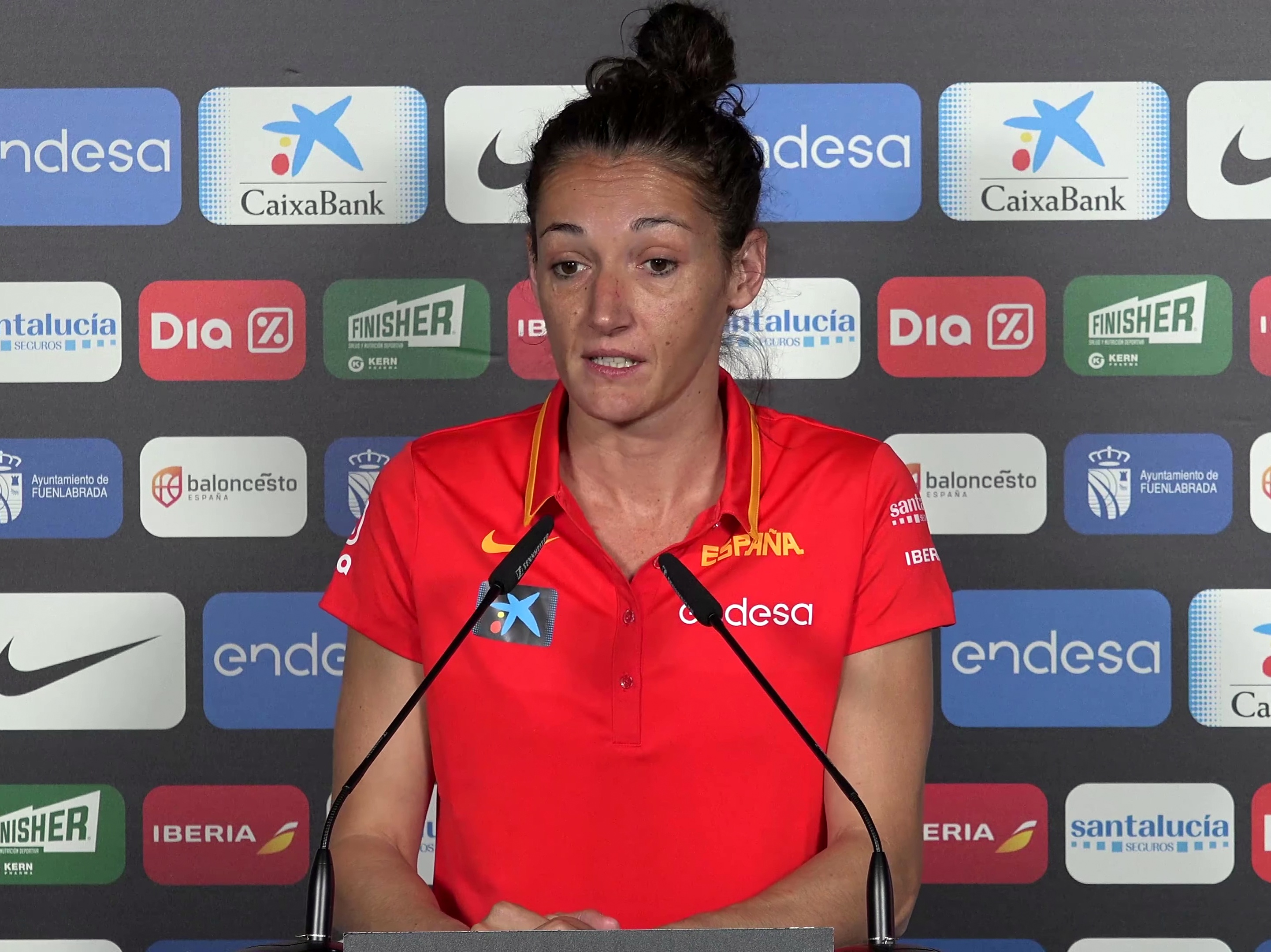
Laia Palau, MVP de la final de 2003

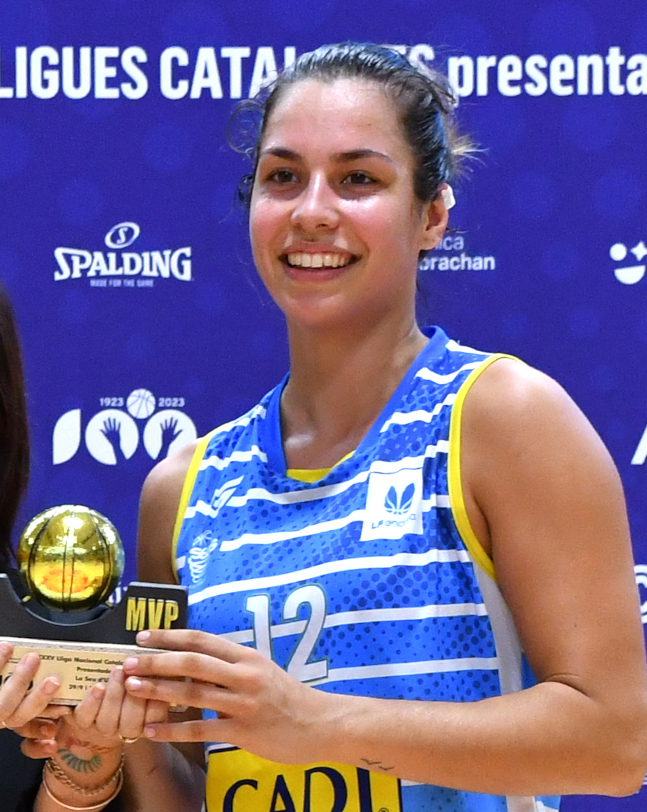
Júlia Soler, MVP de la final de 2023

| Edició | Any     | Màxima anotadora         | Màxima anotadora |                        | MVP    | refs. |
| Edició | Any     | Nom                      | Punts            | Nom                    |        | refs. |
| ------ | ------- | ------------------------ | ---------------- | ---------------------- | ------ | ----- |
| I      | 1981-82 | Rosa Castillo (PIC)      | 19               | N/D                    | [ 4 ]  |       |
| II     | 1982-83 | Roser Llop (PIC)         | 20               | N/D                    | [ 5 ]  |       |
| III    | 1983-84 | Rosa Castillo (PIC)      | 20               | N/D                    | [ 39 ] |       |
| IV     | 1984-85 | Rosa Castillo (MAS)      | 26               | N/D                    | [ 7 ]  |       |
| V      | 1985-86 | Roser Llop (TOR)         | 20               | N/D                    | [ 8 ]  |       |
| VI     | 1986-87 | Linda Page (TOR)         | 27               | N/D                    | [ 9 ]  |       |
| VII    | 1987-88 | Wanda Ford (MAN)         | 30               | N/D                    | [ 10 ] |       |
| VIII   | 1988-89 | Cheryl Taylor (MAS)      | 31               | N/D                    | [ 11 ] |       |
| IX     | 1989-90 | Anna Junyer (MAS)        | 34               | N/D                    | [ 12 ] |       |
| X      | 1990-91 | Bolton (BAR)             | 25               | N/D                    | [ 13 ] |       |
| XI     | 1991-92 | Sekulic (REU)            | 20               | N/D                    | [ 14 ] |       |
| XII    | 1992-93 | Andrea Magnum (REU)      | 32               | N/D                    |        |       |
| XIII   | 1994-95 | Carme González (GIM)     | 27               | N/D                    | [ 16 ] |       |
| XIV    | 1999-00 | Mar Rovira (LIM)         | 17               | N/D                    |        |       |
| XV     | 2000-01 |                          |                  | N/D                    |        |       |
| XVI    | 2001-02 | Nieves Anula (BAR)       | 33               | N/D                    |        |       |
| XVII   | 2003-04 | Razija Brcaninovic (BAR) | 24               | Laia Palau (BAR)       | [ 22 ] |       |
| XVIII  | 2005-06 | Cristina García (BAR)    | 18               | N/D                    | [ 23 ] |       |
| XIX    | 2007-08 | Le'Coe Willingham (OLE)  | 25               | N/D                    | [ 21 ] |       |
| XX     | 2008-09 | Marta Zurro (CAD)        | 18               | N/D                    | [ 22 ] |       |
| XXI    | 2009-10 | Michelle Maslowski (OLE) | 22               | N/D                    | [ 23 ] |       |
| XXII   | 2010-11 | Morgan Warburton (UNI)   | 21               | N/D                    | [ 24 ] |       |
| XXIII  | 2011-12 | Adrianne Ross (CAD)      | 18               | N/D                    | [ 25 ] |       |
| XXIV   | 2012-13 | Anna Carbó (UNI)         | 17               | Anna Carbó (UNI)       | [ 26 ] |       |
| XXV    | 2013-14 | Chardé Houston (UNI)     | 20               | Chardé Houston (UNI)   | [ 27 ] |       |
| XXVI   | 2014-15 | Ify Ibekwe (UNI)         | 25               | Ify Ibekwe (UNI)       |        |       |
| XXVII  | 2015-16 | Laura Gil (CAD)          | 20               | Artemis Spanou (UNI)   |        |       |
| XXVIII | 2016-17 | Meiya Tirera (CAD)       | 16               | Meiya Tirera (CAD)     | [ 30 ] |       |
| XXIX   | 2017-18 | Astou Traoré (UNI)       | 19               | Astou Traoré (UNI)     |        |       |
| XXX    | 2018-19 | Núria Martínez (UNI)     | 17               | Rosó Buch (UNI)        |        |       |
| XXXI   | 2019-20 | Magali Mendy (UNI)       | 13               | Magali Mendy (UNI)     | [ 33 ] |       |
| XXXI   | 2019-20 | Adaora Elonu (UNI)       | 13               | Magali Mendy (UNI)     | [ 33 ] |       |
| XXXII  | 2020-21 | Julia Reisingerova (UNI) | 14               | Maria Araújo (UNI)     | [ 34 ] |       |
| XXXII  | 2020-21 | Paola Ferrari (UNI)      | 14               | Maria Araújo (UNI)     | [ 34 ] |       |
| XXXIII | 2021-22 | Julia Reisingerova (UNI) | 19               | Irati Etxarri (CAD)    | [ 35 ] |       |
| XXXIV  | 2022-23 | Laura Peña (CAD)         | 17               | Laura Peña (CAD)       | [ 36 ] |       |
| XXXV   | 2023-24 | Regan Magarity (UNI)     | 21               | Júlia Soler (CAD)      | [ 37 ] |       |
| XXXV   | 2023-24 | Júlia Soler (CAD)        | 21               | Júlia Soler (CAD)      | [ 37 ] |       |
| XXXVI  | 2024-25 | Borislava Hristova (UNI) | 17               | Bella Murekatete (CAD) |        |       |

1. ↑  Màxima anotació a la final.